# Schweich

Panorama vom Annaberg aus

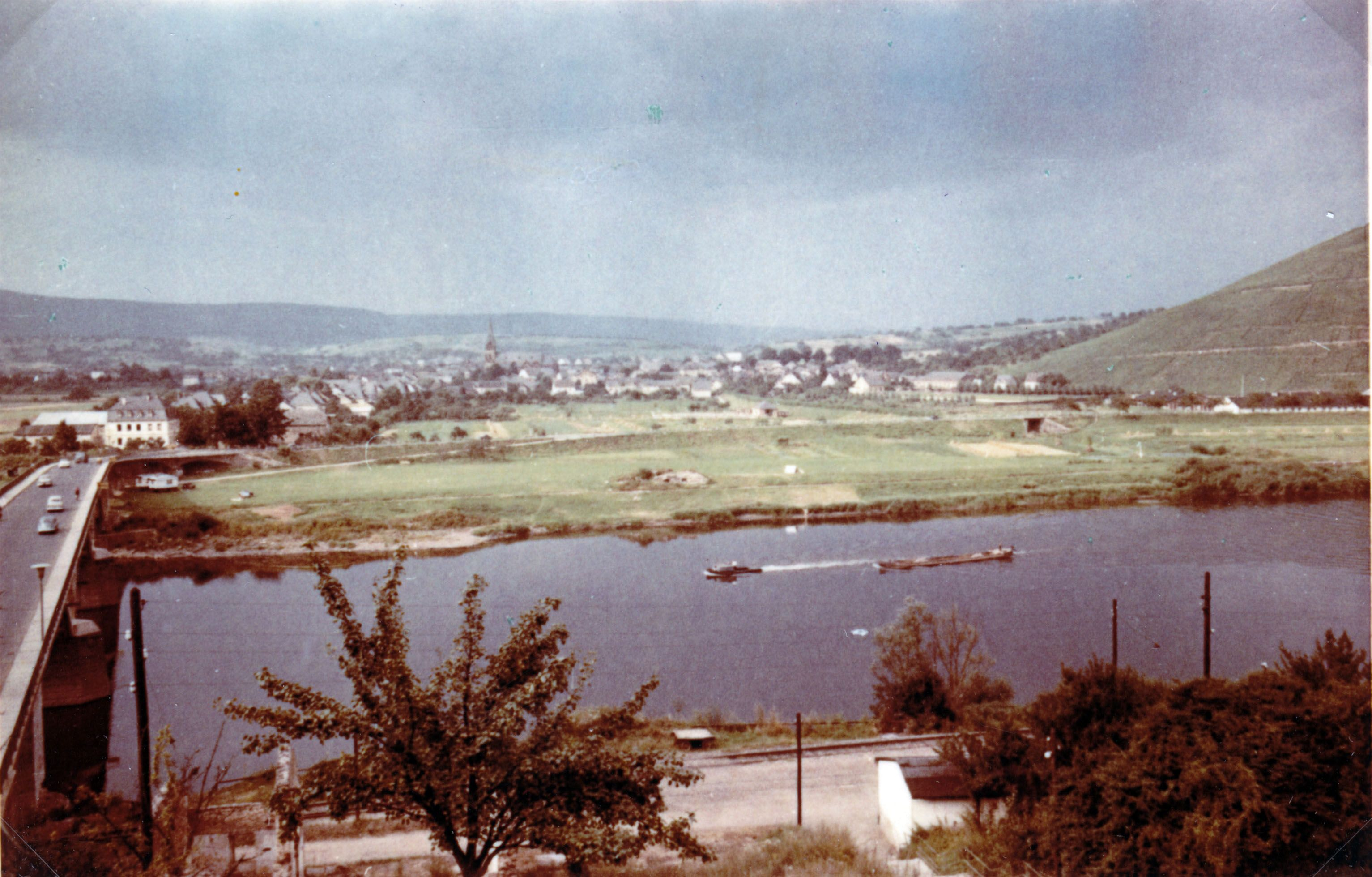
Mosel vor Ausbau bei Schweich (1955)

Schweich (von keltisch Soiacum) ist eine Stadt an der Mittelmosel im Landkreis Trier-Saarburg in Rheinland-Pfalz im moselfränkischen Dialektraum. Schweich ist der Verwaltungssitz der Verbandsgemeinde Schweich an der Römischen Weinstraße, der die Stadt und 18 weitere Ortsgemeinden angehören. Ein Stadtteil von Schweich ist Issel. Schweich ist gemäß Landesplanung als Grundzentrum ausgewiesen.

## Geographie

### Geographische Lage
Schweich liegt am Rande des Meulenwaldes.
Zwischen Schweich-Issel und Trier-Quint liegt der Rothenberg.
Fließgewässer im Stadtgebiet sind die Mosel mit ihren linken Nebenflüssen Quintbach, Merzbach, Ermesgraben, Föhrenbach (mit dem Lehmbach) und Landwehrgraben.
Schweich bezeichnet das Messtischblatt Nr. 6106 (früher Nr. 3456) der topografischen Karte im Maßstab 1:25.000.

### Stadtgliederung
Zur Stadt Schweich gehören der Ortsbezirk Issel mit den Gemeindeteilen Am Tunnel und Unterm Rotenberg sowie die weiteren Gemeindeteile Am Atzertwald, Am Bahnhof Schweich, Am Heilbrunnen, Andresmühle, Auf Mascheid, Auf Schodenpfädchen, Bohnenfeldhof, Forsthaus in der Quint, Haardthof, Haus Mülchen, Hinter der Andresmühle, Kempsmühle, Leinenhof, Loiseleuxmühle, Molitorsmühle, Osterbornhof, Schimmelhof und Thesenmühle.

### Nachbargemeinden
Benachbart sind (im Uhrzeigersinn, beginnend im Norden): Zemmer, Naurath (Eifel), Föhren, Hetzerath, Bekond, Mehring, Longen, Longuich und die Stadt Trier.

## Geschichte
Römische Funde am Ostrand von Schweich und am Heidekopf, etwa vier Kilometer von Schweich entfernt, belegen eine Besiedlung zu jener Zeit. Fränkische Gräber wurden im westlichen Ortsteil, an der Straße nach Issel, gefunden.

### Mittelalter
Schweich wurde urkundlich erstmals im Jahre 721 als Soiacum erwähnt: die fränkische Edeldame Bertrada und ihr Sohn Charibert schenkten dem von ihnen neu gegründeten Kloster Prüm einen Hof an der Mosel. 762 ging der ganze Ort in den Besitz des Klosters über.
Auf den Resten einer römischen Villa wurde der Niederprümer Hof errichtet, der dem Prümer Kloster als Verwaltungssitz diente. In dem restaurierten Gebäude von 1706 ist heute ein Kulturzentrum untergebracht.
In mittelalterlicher Zeit gab es die Quintburg auf dem Burgberg oberhalb des Kaiserhammerweihers und nicht weit davon entfernt im Distrikt Kastelaun eine Wallburg.

### Neuzeit
Am Wahrzeichen der Stadt, dem Fährturm am Yachthafen, war eine der wichtigsten Fährübergänge der Mosel der Straße Trier – Koblenz.
Nördlich der Stadt liegt der Bahnhof von Schweich, der 1878 mit der Anbindung an die Bahnstrecke Trier – Wittlich errichtet wurde.
In kurtrierischer Zeit gehörte Schweich mit dem Sitz einer Schultheißerei zum Amt Pfalzel. In französischer Zeit wurde Schweich Sitz einer Mairie und Sitz des Kantons Schweich mit den weiteren Mairies Longuich, Hetzerath, Mehring, Sehlem und Trittenheim. Aus der preußischen Bürgermeisterei Schweich und dem späteren Amt Schweich entstand 1968 die Verbandsgemeinde Schweich.
Am 7. Juni 1969 wurde die bis dahin selbständige Gemeinde Issel nach Schweich eingemeindet. Die Stadtrechte wurden am 30. Mai 1984 verliehen.

### Einwohnerentwicklung
Die Entwicklung der Einwohnerzahl, bezogen auf das heutige Gebiet der Stadt Schweich, die Werte von 1871 bis 1987 beruhen auf Volkszählungen:
| Schweich: Einwohnerzahlen von 1815 bis 2023 | Schweich: Einwohnerzahlen von 1815 bis 2023 | Schweich: Einwohnerzahlen von 1815 bis 2023 | Schweich: Einwohnerzahlen von 1815 bis 2023 | Schweich: Einwohnerzahlen von 1815 bis 2023 |
| ------------------------------------------- | ------------------------------------------- | ------------------------------------------- | ------------------------------------------- | ------------------------------------------- |
| Jahr                                        |                                             |                                             |                                             | Einwohner                                   |
| 1815                                        | 1815                                        |                                             | 1.381                                       | 1.381                                       |
| 1835                                        | 1835                                        |                                             | 2.494                                       | 2.494                                       |
| 1871                                        | 1871                                        |                                             | 3.000                                       | 3.000                                       |
| 1905                                        | 1905                                        |                                             | 3.616                                       | 3.616                                       |
| 1939                                        | 1939                                        |                                             | 4.217                                       | 4.217                                       |
| 1950                                        | 1950                                        |                                             | 4.597                                       | 4.597                                       |
| 1961                                        | 1961                                        |                                             | 5.071                                       | 5.071                                       |
| 1970                                        | 1970                                        |                                             | 5.590                                       | 5.590                                       |
| 1987                                        | 1987                                        |                                             | 5.511                                       | 5.511                                       |
| 2005                                        | 2005                                        |                                             | 6.522                                       | 6.522                                       |
| 2011                                        | 2011                                        |                                             | 6.778                                       | 6.778                                       |
| 2017                                        | 2017                                        |                                             | 7.844                                       | 7.844                                       |
| 2023                                        | 2023                                        |                                             | 8.013                                       | 8.013                                       |
|                                             |                                             |                                             |                                             |                                             |

## Religion
Die Stadt Schweich in der Nähe der Bischofsstadt Trier ist traditionell katholisch geprägt.
Seit 1639 ist auch eine jüdische Gemeinde belegt; Relikte sind der jüdische Friedhof und die ehemalige Synagoge.
Im Rahmen eines Projektes von Jugendlichen aus dem örtlichen Jugendraum wurde – erfolglos – versucht, noch heute anwesende Juden in Schweich ausfindig zu machen; es konnten immerhin noch Zeitzeugen von damals interviewt werden.
Auch eine evangelische Kirche ist in Schweich vorhanden, in der regelmäßig Gottesdienste und Konfirmationen durchgeführt werden.
Ende Dezember 2023 waren 59,7 % der Bevölkerung katholisch, 8,9 % evangelisch und 31,4 % konfessionslos oder einer anderen Glaubensgemeinschaft angehörig. Im Jahr 1871 waren von 2568 Einwohnern im damaligen Gemeindegebiet 93,3 % katholisch (2396 Personen), 1,3 % evangelisch (33) und 5,4 % jüdisch (139).

## Politik

### Stadtrat
- SPD: 6
- FWG: 7
- CDU: 11

Der Stadtrat in Schweich besteht aus 24 Ratsmitgliedern, die bei der Kommunalwahl am 9. Juni 2024 in einer personalisierten Verhältniswahl gewählt wurden, und dem ehrenamtlichen Stadtbürgermeister als Vorsitzendem. Vorsitzende der Stadtratsfraktionen sind mit Stand Mai 2024 Jonas Klar (CDU), Johannes Lehnert (FWG) und Achim Schmitt (SPD). Seit der Wahl 2019 hat sich die Zahl der Ratsmitglieder von 22 auf 24 erhöht, da die Stadt in der Wahlperiode 2014–2019 die Einwohnerzahl von 7.500 überschritten hat.
Die Sitzverteilung im Stadtrat:
| Wahl | SPD | CDU | FWG | Gesamt   |
| ---- | --- | --- | --- | -------- |
| 2024 | 6   | 11  | 7   | 24 Sitze |
| 2019 | 6   | 10  | 8   | 24 Sitze |
| 2014 | 6   | 8   | 8   | 22 Sitze |
| 2009 | 7   | 9   | 6   | 22 Sitze |
| 2004 | 7   | 9   | 6   | 22 Sitze |

- FWG = Freie Wählergruppe in der Stadt Schweich e. V.

### Bürgermeister
Nach dem Zweiten Weltkrieg war Herr Schilling von 1946 bis 1952 Bürgermeister. Ihm folgte von 1952 bis 1969 Josef Geiben. 1969 übernahm das Amt des Ortsbürgermeisters Kurt Ensch (SPD), der 1974 von Friedrich Zeyen (CDU) abgelöst wurde, der das Amt bis 1983 ausübte. Von 1983 bis 1994 war Josef Rohr (CDU) Stadtbürgermeister, von 1994 bis 1999 Günther Porten (FWG) und von 1999 bis Juni 2009 Vitus Blang (SPD).
Bei der Wahl am 7. Juni 2009 erzielte Otmar Rößler (FWG) 38,8 Prozent der Stimmen, Johannes Heinz (CDU) 37,4 Prozent und Achim Schmitt (SPD) 23,9 Prozent.
Die Wahlbeteiligung betrug 59,1 Prozent.
Bei der Stichwahl am 21. Juni 2009 erhielt Rößler 57,3 Prozent und Heinz 42,7 Prozent der Stimmen. Die Wahlbeteiligung lag bei 48,8 Prozent.
Am 25. Mai 2014 wurde Otmar Rößler (FWG) mit 57,5 Prozent der Stimmen als Stadtbürgermeister wiedergewählt bei einer Wahlbeteiligung von 57,7 Prozent.
Im April 2015 trat Stadtbürgermeister Rößler zurück.
Bei der Neuwahl am 12. Juli 2015 siegte Lars Rieger (CDU) gegen Achim Schmitt (SPD) mit 65,4 Prozent bei einer Wahlbeteiligung von 38,7 Prozent.
Bei der Direktwahl am 26. Mai 2019 wurde Lars Rieger (CDU) bei einer Wahlbeteiligung von 66,3 Prozent mit 76,8 % der Stimmen als einziger Kandidat wiedergewählt. Erneut ohne Gegenkandidaten wiedergewählt wurde Rieger bei der Direktwahl am 9. Juni 2024 mit 70,4 % der Stimmen bei einer Wahlbeteiligung von 67,6 %.

### Wappen

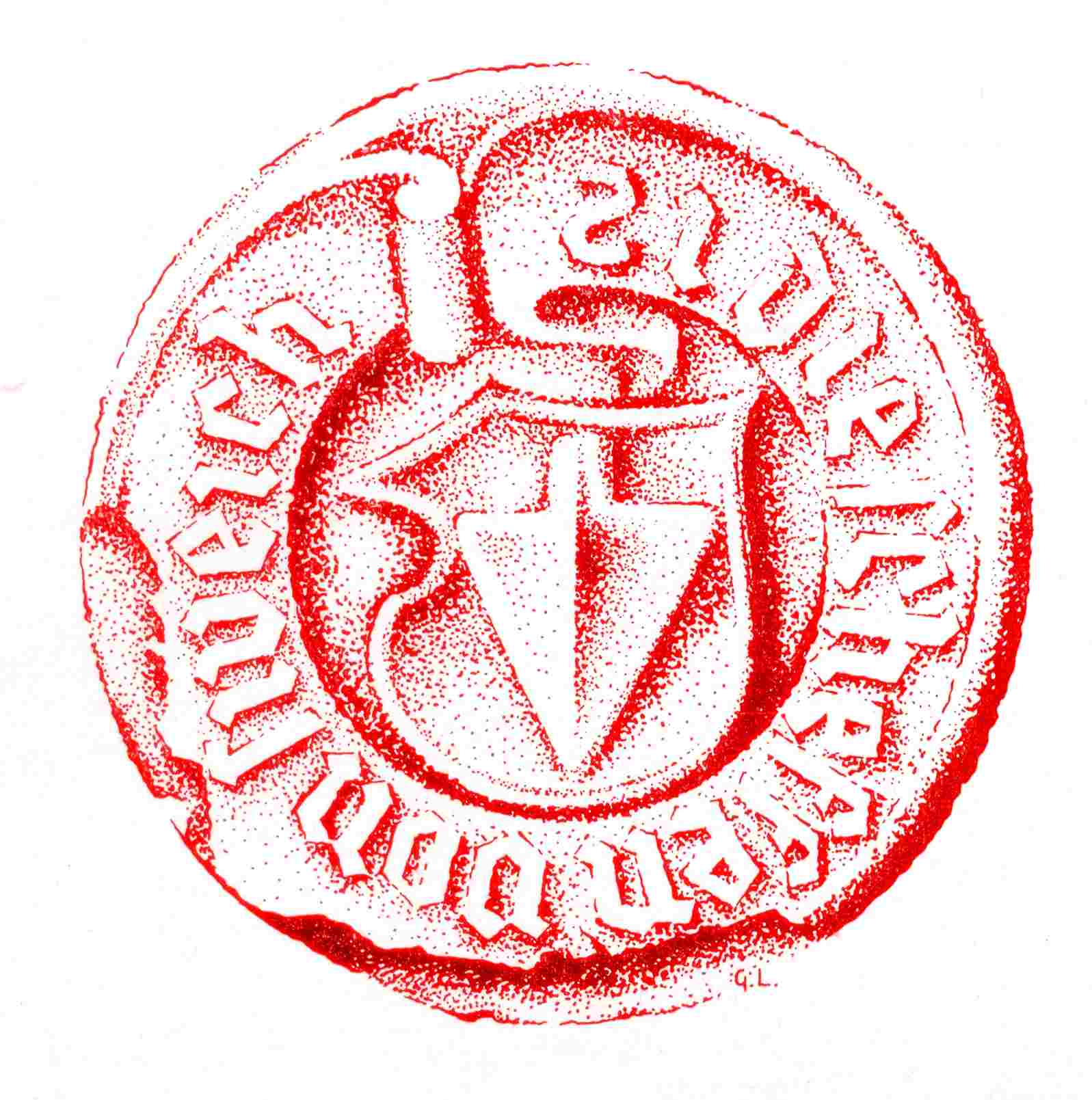
Gerichtssiegel, 1478
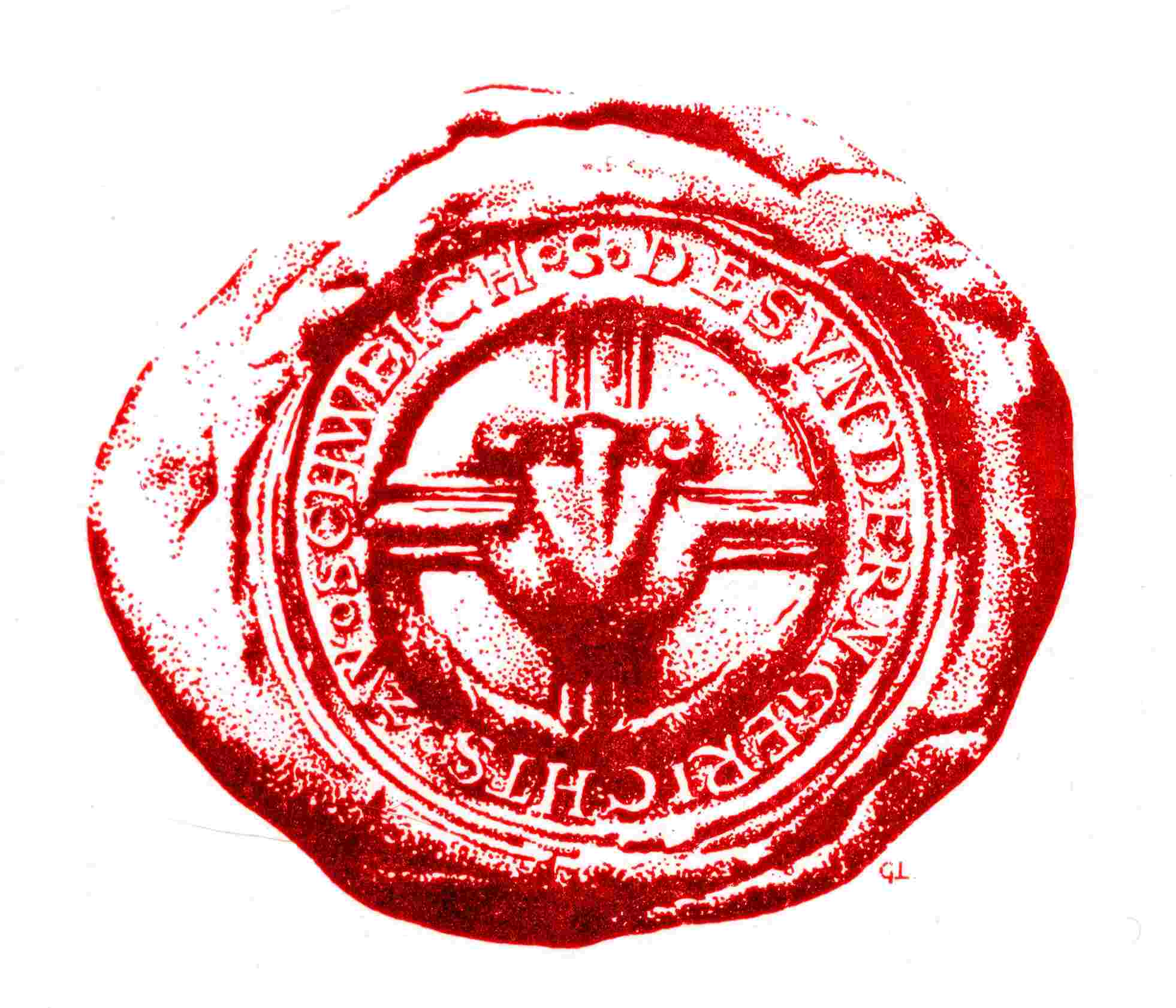
Gerichtssiegel, 1608

| Wappen von Schweich | Blasonierung: „In Grün eine silberne Grabschaufel.“ |
| Wappen von Schweich | Wappenbegründung: Das Wappen entstammt einem Gerichtssiegel aus dem Jahre 1478. In dem damaligen Tartschenschild war ein bäuerliches Gerät dargestellt, welches 1574 als Pflugschar und später als Grabschaufel bezeichnet wurde. Im 16. Jahrhundert wurde dem Siegel das Kreuz von Kurtrier hinzugefügt. Das 1951 verliehene Wappen bezieht sich auf das älteste Siegel von Schweich. |

### Partnerstädte
Partnergemeinden sind Marsannay-la-Côte (Frankreich), Portishead (Vereinigtes Königreich), Krokowa (Polen), Renesse (Niederlande) und Murialdo (Italien).

## Kultur und Sehenswürdigkeiten

### Sehenswürdigkeiten

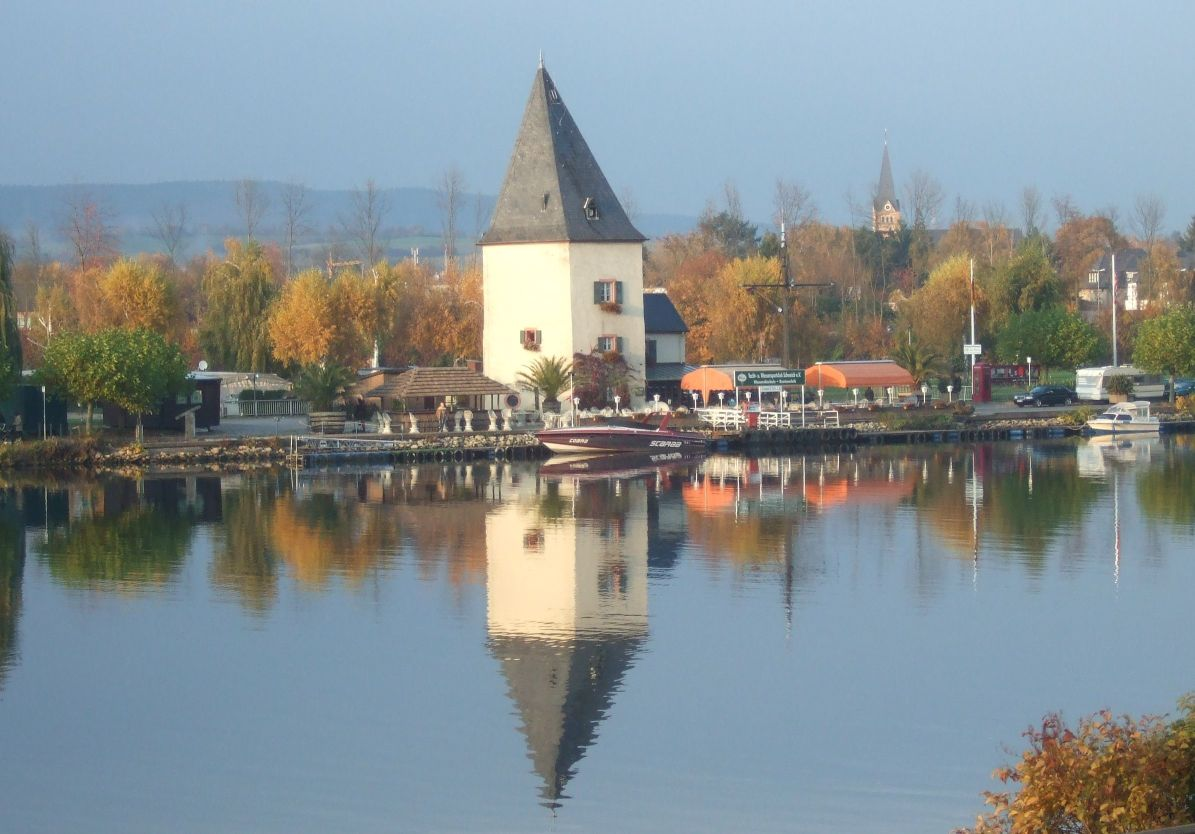
Fährturm

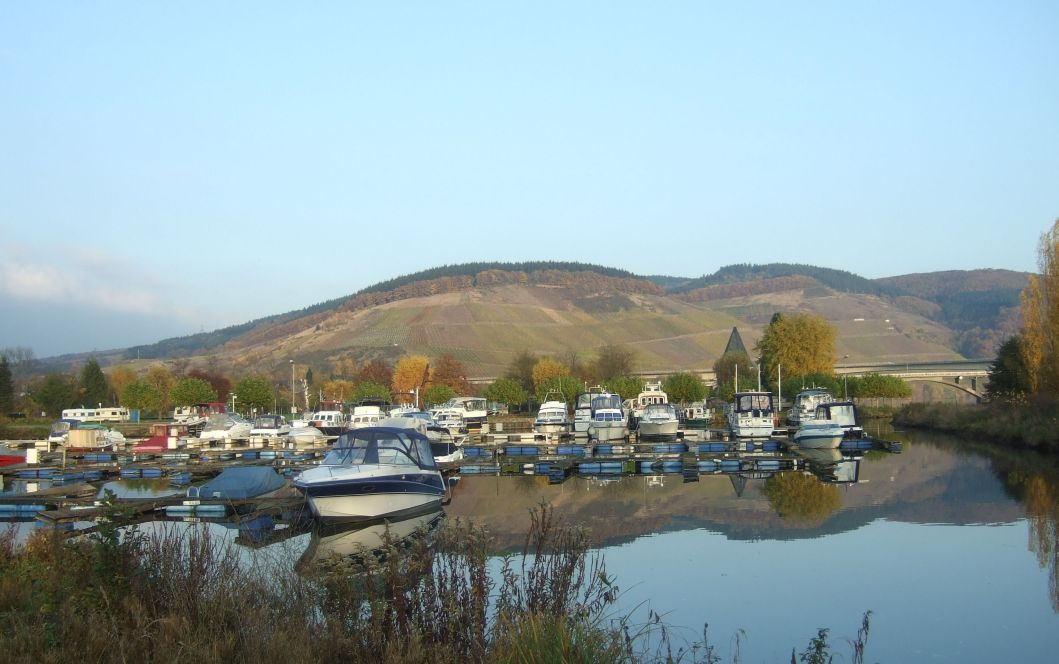
Bootshafen

- Alter Fährturm beim Campingplatz und beim Bootshafen
- Kirche St. Martin in Schweich, Spieleskreuz
- Kapelle St. Georg in Issel
- Stefan-Andres-Brunnen
- Molitorsmühle am Föhrenbach
- Niederprümer Hof
- Die ehemalige Synagoge in der Stadtmitte wurde von 1987 bis 1989 restauriert und als Kulturstätte eingerichtet.
- Jüdischer Friedhof
- Hisgenhaus (St. Maximiner Amtshaus)
- Geibenhaus
- Heiligenborn (Heilbrunnen), oberhalb davon befindet sich der Aussichtspunkt Meulenwald-Moseltalblick
- Wassertretbecken und das Biotop am Heilbrunnen
- Isseler Hof in Issel
- Sportplatz „Am Winzerkeller“
- Sportanlage am Schulzentrum
- Ehemalige Eisenerzgrube Schweicher Morgenstern und Brunnen Morgenstern im Obersässer Tal

Bildergalerie
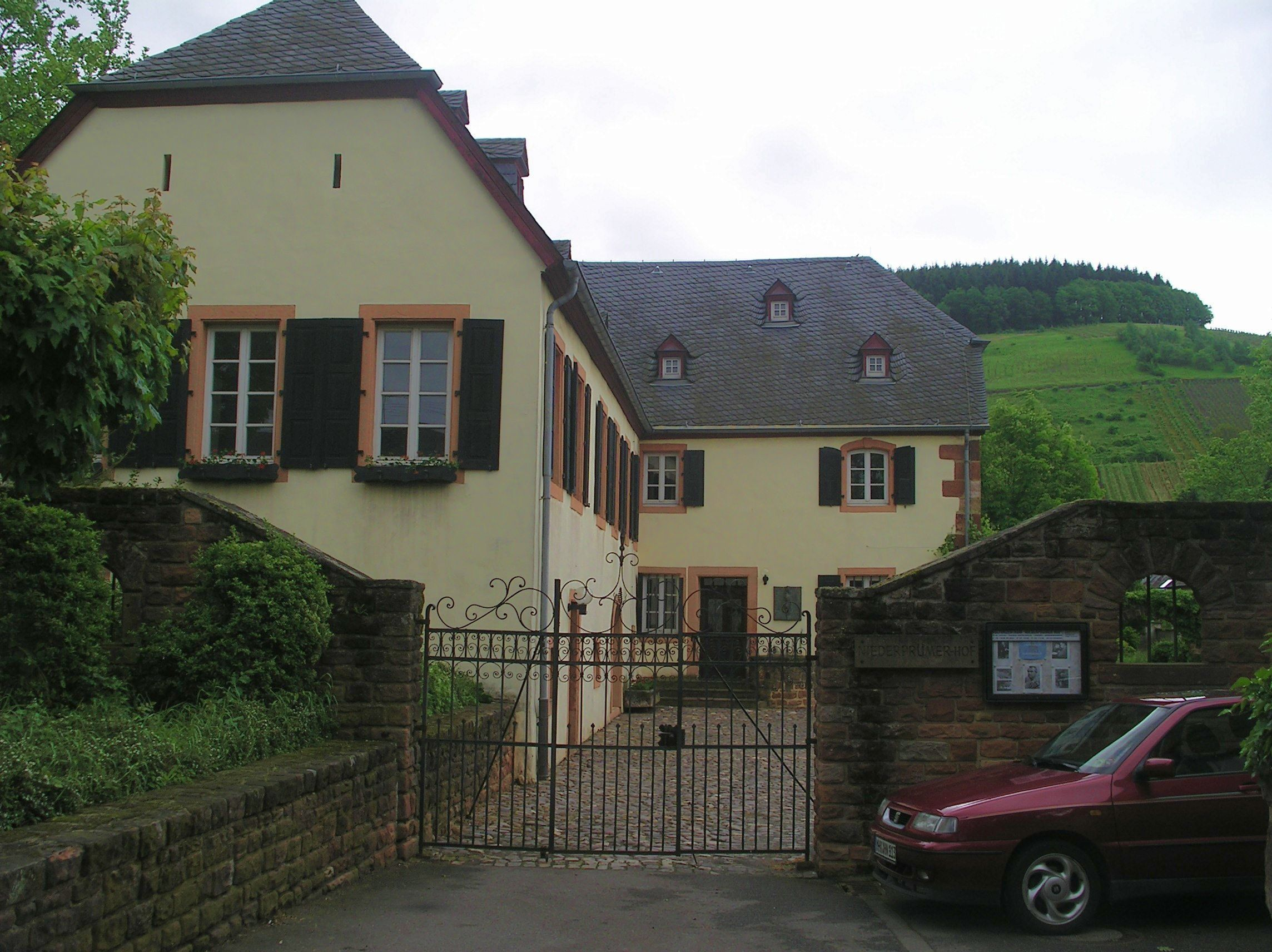
Niederprümer Hof
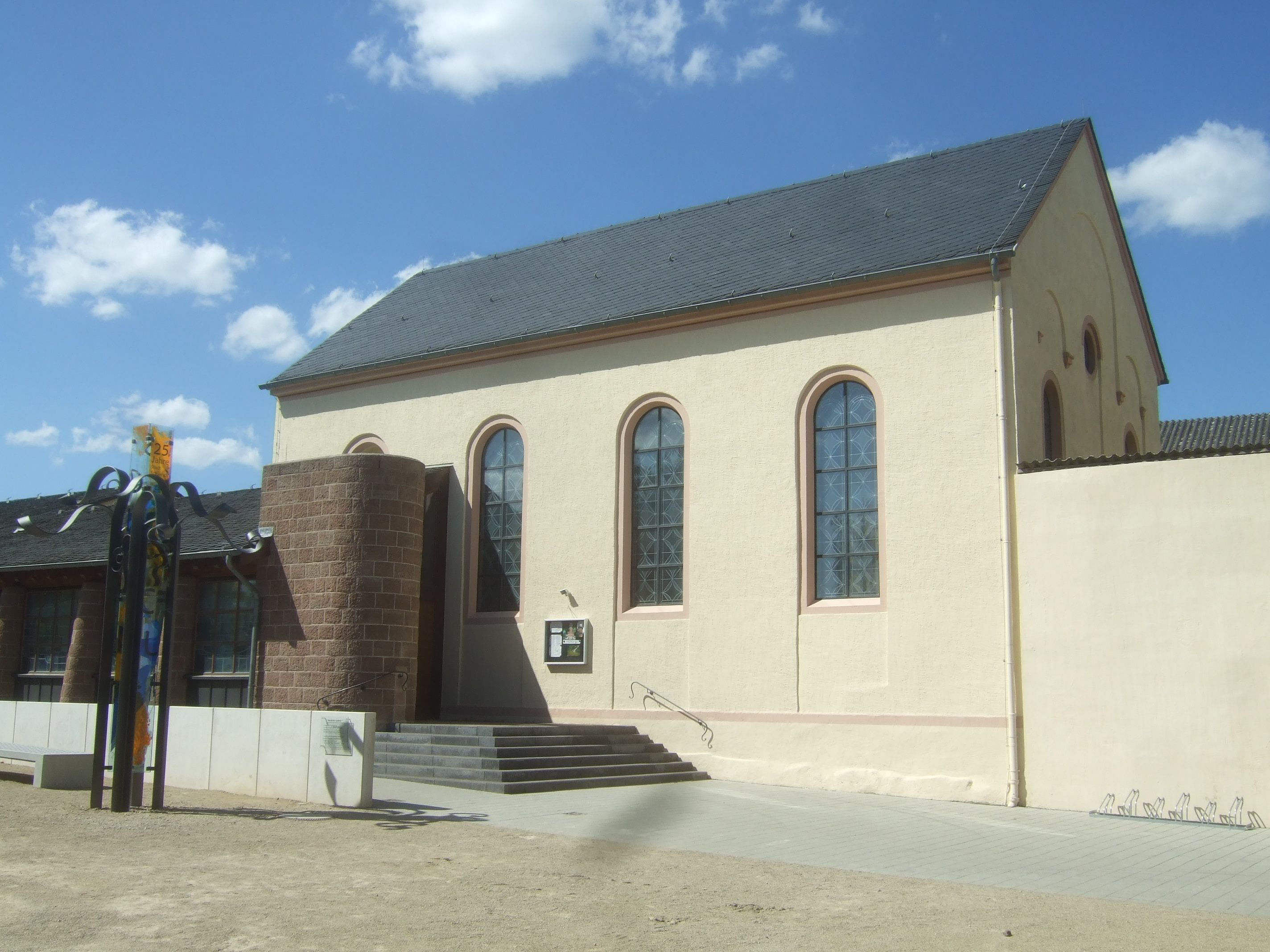
Alte Synagoge
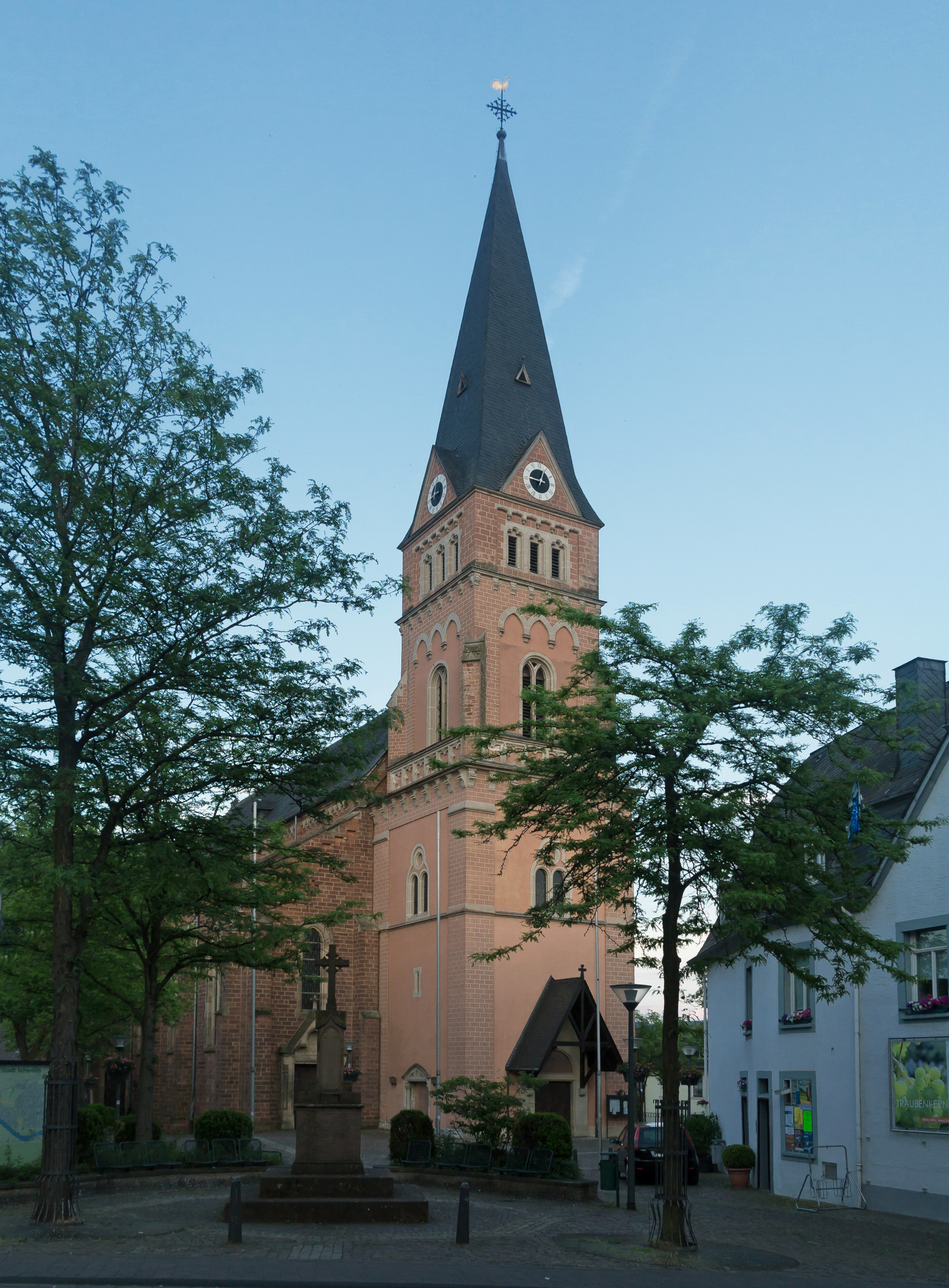
Pfarrkirche Sankt Martin
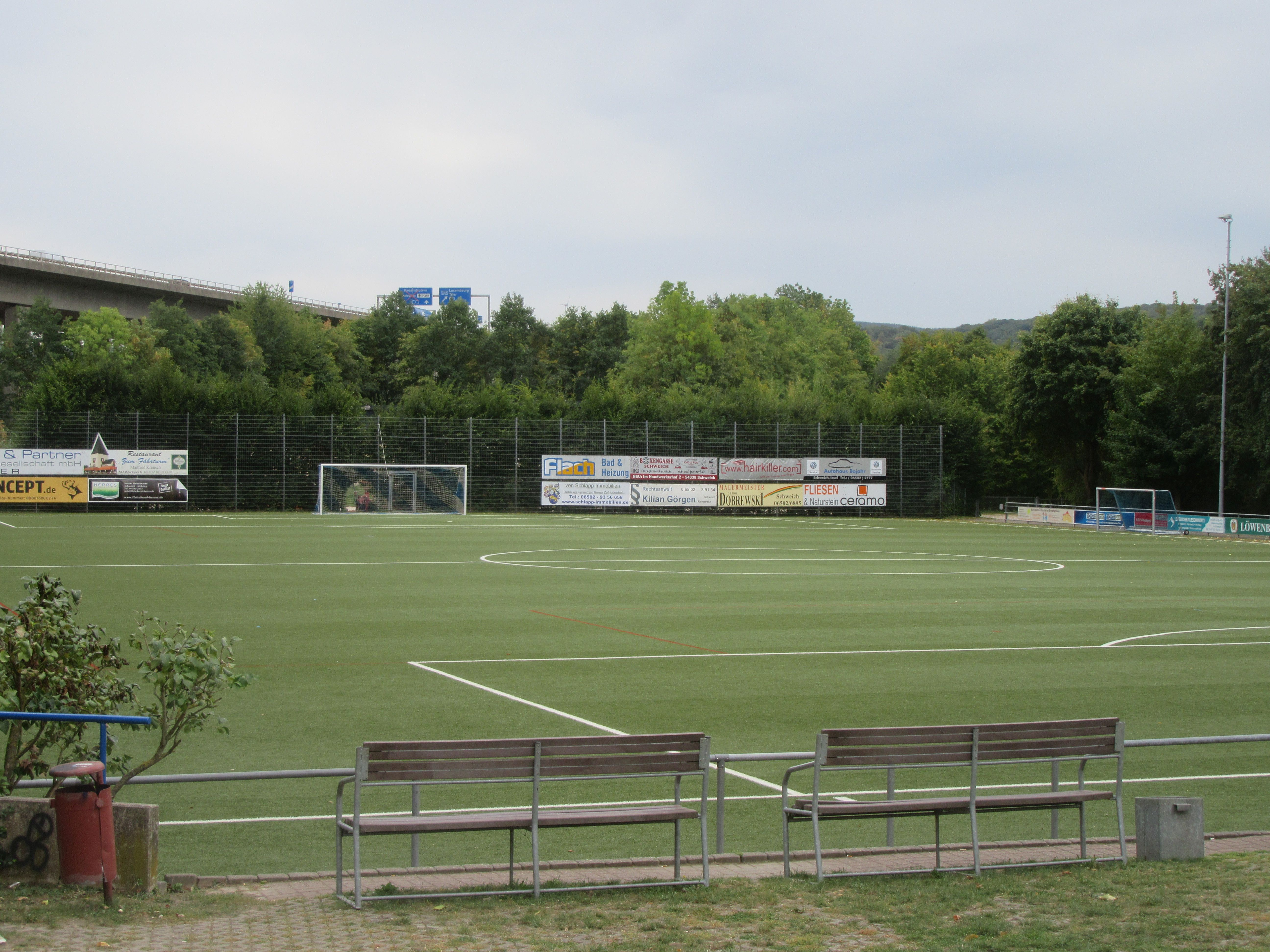
Sportplatz am Winzerkeller
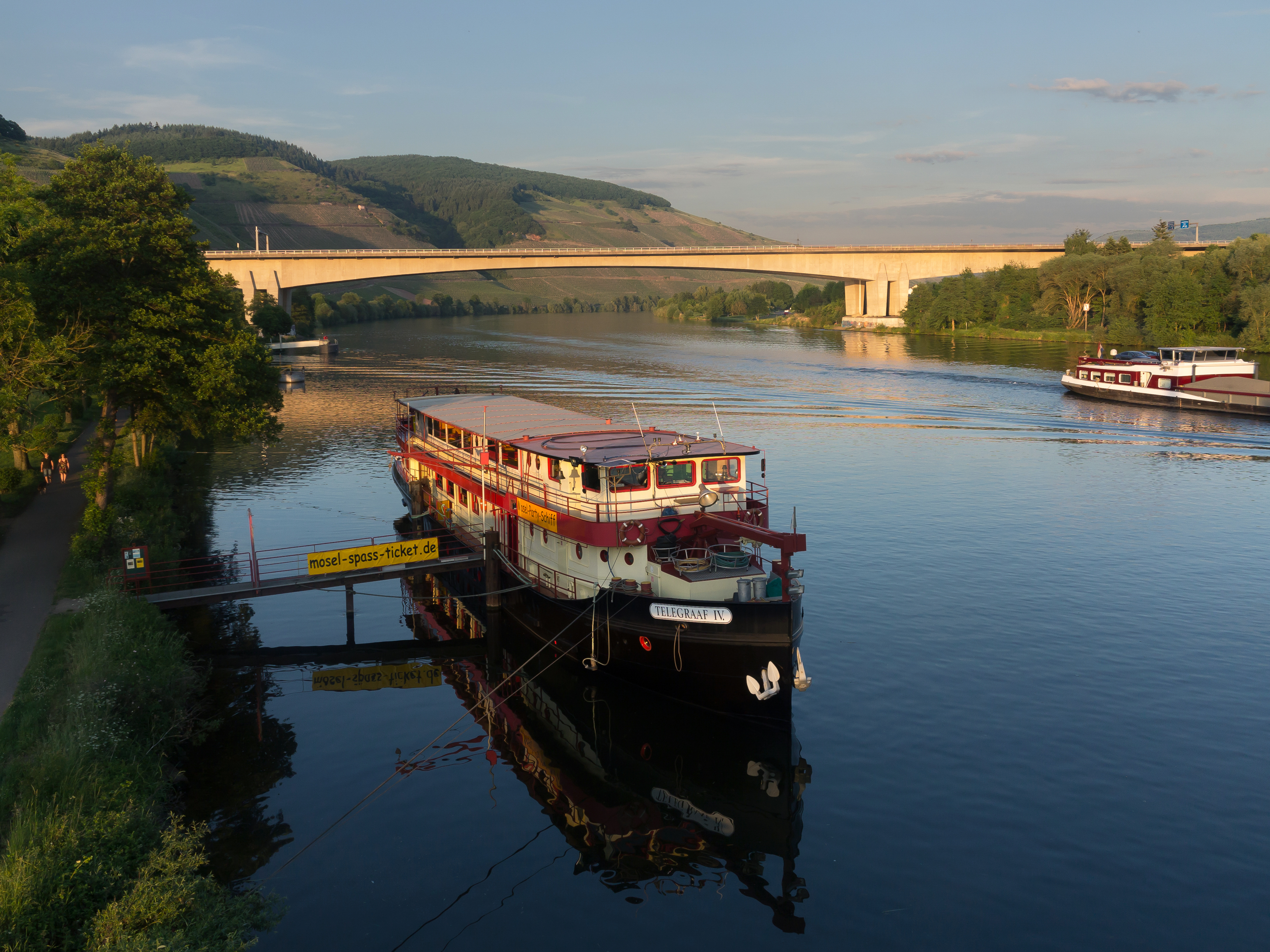
Schiff und Brücke über die Mosel

Siehe auch: Liste der Kulturdenkmäler in Schweich

### Vereine
Laut dem Vereinsregister des Amtsgerichtes Wittlich gibt es in Schweich insgesamt über 50 eingetragene Vereine,
der größte davon ist der TuS Mosella Schweich; die Turnabteilung wurde 1901, die Fußballabteilung 1919 gegründet.
An Männergesangvereinen (MGV) gibt es den MGV 1902 Schweich, den MGV 1910 Issel und den MGV Cäcilia Schweich.
Die Stadtkapelle Schweich e. V. entstand am 15. Januar 1995 aus dem Musikverein Schweich, dessen Anfänge etwa bis 1912 reichen.
Der Schachklub 1933 Schweich e. V. hat ca. 100 Mitglieder und ist mit sieben Mannschaften am Spielbetrieb im Schachbund Rheinland-Pfalz beteiligt.
Der Spielmannszug der Freiwilligen Feuerwehr Schweich e. V. mit etwa 20 aktiven Musikern wurde im Jahr 1950 gegründet.
Weitere größere Vereine sind der Turn- und Sportverein Issel 1952 e. V.,
der Angelsportverein Fährturm Schweich 1956 e. V.,
der Schweicher Karneval Verein 1970 e. V.,
der Isseler Cultur Verein 1970 e. V. und
die Narrengilde Stadthusaren 1985 e. V.
Der Handball Sport Club Schweich e. V. wurde am 20. Januar 1995 gegründet. Er ist Mitglied im Sportbund Rheinland sowie im Handballverband Rheinland.
Außerdem bereichern der DRK Ortsverein Schweich,
die DLRG-Ortsgruppe Schweich e. V.,
die Freiwillige Feuerwehr Schweich,
der Freundeskreis Schweich-Marsannay,
der Gewerbeverband Schweich,
die Funkhilfe Schweich,
der Kirchenchor Schweich,
die Kolpingsfamilie Schweich,
die Winzervereinigung Schweich sowie weitere Vereine
das städtische Vereinsleben.
Der Heimat- und Verkehrsverein Schweich bestand von 1951 bis 2023. Er hatte zuletzt 245 Mitglieder.

### Regelmäßige Veranstaltungen
Das Schweicher Heimat-, Wein- und Erntedankfest hat eine lange Tradition im Ort.

## Wirtschaft und Infrastruktur
Die Weinlagen des Weinortes Schweich im Anbaugebiet Mosel gehören zur Großlage Probstberg.
Die Einzellagen sind Herrenberg, Annaberg und Burgmauer.

### Verkehr

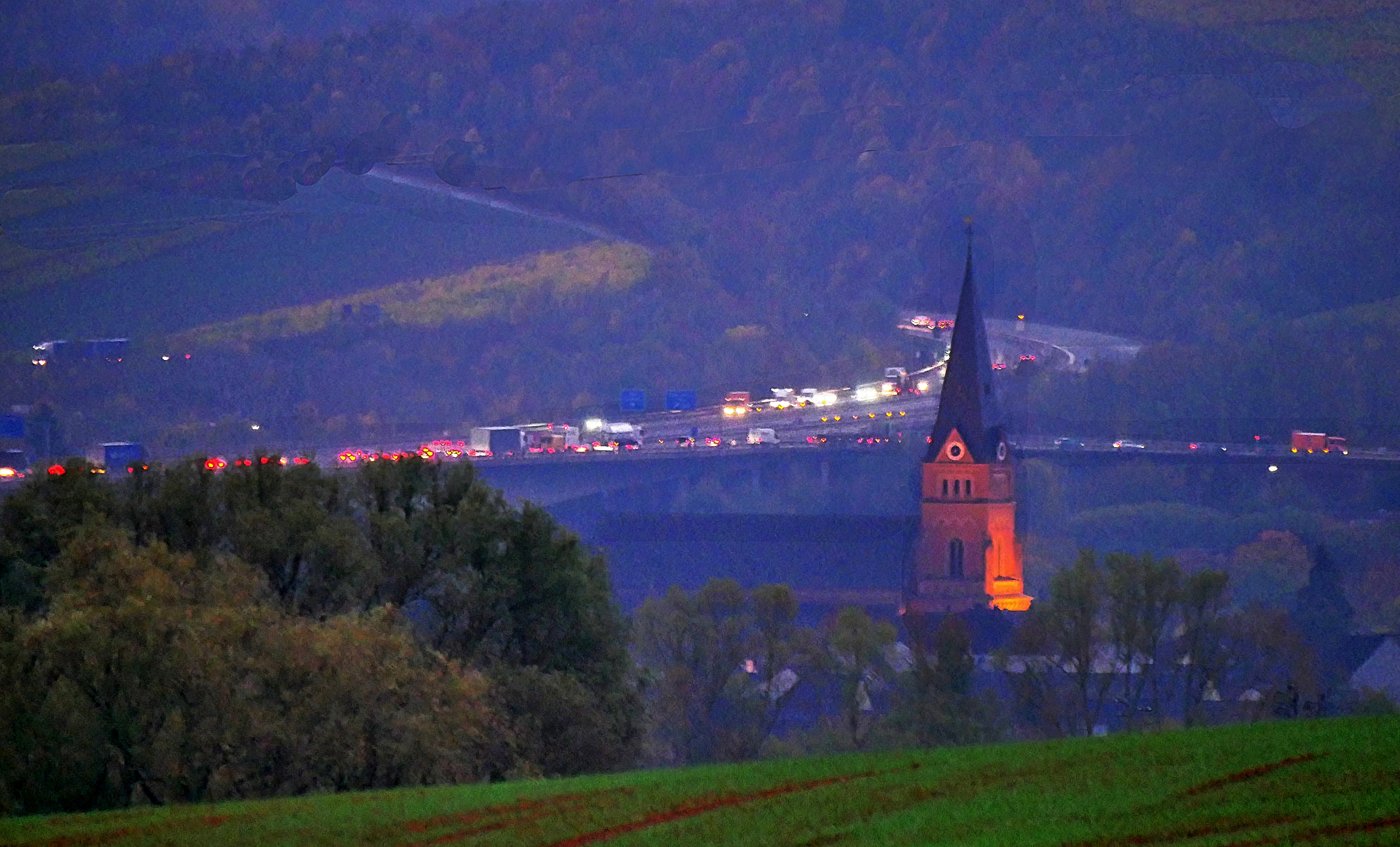
Autobahndreieck Moseltal

Die Bundesautobahn 1 (Europastraße 44) verläuft östlich von Schweich und führt über die Moselbrücke Schweich zum Autobahndreieck Moseltal bei Longuich. Die Bundesstraße 53 führt entlang der Mosel über Schweich und Issel. Landesstraßen im Stadtgebiet sind die L 141 in Richtung Föhren-Hochkreuz, die L 47 zwischen Trier-Quint und Föhren sowie die L 46 zwischen Trier-Quint und Zemmer. Die Moselbrücke Schweich (L141) verbindet Kirsch (Longuich) und Schweich.
Der Bahnhof Schweich DB liegt an der Eisenbahnstrecke Trier–Koblenz und wird von mehreren RE- und RB-Linien bedient. Bis in die 1960er Jahre existierte noch der Bahnhof Schweich Süd an der Kleinbahnstrecke Trier – Bullay.
Die Trierer Stadtbuslinien 8 und 87 verkehren täglich bis nach Schweich. Daneben ist Schweich mit den Regionalbuslinien der MB Moselbahn Verkehrsbetriebsgesellschaft mbH an Trier und die Region angeschlossen. Es gelten die Tarife des Verkehrsverbundes Region Trier (VRT).
| Linie | Betreiber | Linienverlauf | Takt                                                             |
| ----- | --------- | --- | ---------------------------------------------------------------- |
| 8     |           | Trier-Mariahof – Heiligkreuz – Kaiserthermen – Karl-Marx-Haus – Porta Nigra – Zurlaubener Ufer – Pallien – Biewer – Ehrang – Quint/Issel – Schweich         | 60 min (nur Mo–Fr)                                               |
| 87    |           | Trier Hbf – Porta Nigra – Pallien – Biewer – Pfalzel – Ehrang – Quint – Issel – Schweich                                                                    | Mo–Fr: einzelne Fahrten morgens und abends Sa: 2h So: 3h         |
| 22    |           | Trier Hbf – Ruwer – Mertesdorf – Fell – Riol – Longuich – Schweich                                                                                          | Mo–Sa: 60 Minuten So: 2h                                         |
| 220   |           | Trier Hbf – Trier-Nord – Ruwer – Kenn – Schweich – Longuich – Longen – Mehring – Pölich – Ensch – Thörnich – Detzem – Leiwen – Trittenheim – Neumagen-Dhron | 60 Minuten                                                       |
| 221   |           | Trier Hbf – Trier-Nord – Ruwer – Kenn – Schweich – IRT Föhren – Klüsserath – Thörnich – Köwerich – Leiwen                                                   | Mo–Sa: 60 Minuten So: 2h                                         |
| 227   |           | Waldrach – Kasel – Mertesdorf – Ruwer – Kenn – Schweich | 1× täglich (nur an Schultagen)                                   |
| 271   |           | Naurath – Bekond – Föhren – Schweich – Ehrang | vereinzelte Busse an Schultagen                                  |
| 272   |           | Daufenbach – Schleidweiler – Zemmer – Rodt – Issel – Schweich                                                                                               | vereinzelte Busse an Schultagen                                  |
| 274   |           | Herforst – Speicher – Orenhofen – Zemmer – Schweich | vereinzelte Busse an Schultagen                                  |
| 333   |           | Radbus Moseltal: Trier Hbf – Schweich – Klüsserath – Leiwen – Trittenheim – Neumagen-Dhron – Piesport – Wintrich – Brauneberg – Mülheim – Bernkastel-Kues   | 3× täglich (nur an schulfreien Tagen zwischen April und Oktober) |

Die Linien 22 und 221 werden samstags zeitweise und sonntags ganztägig miteinander verknüpft, d. h. der Abschnitt Trier – Ruwer – Kenn – Schweich entfällt. Die Busse der Linie 221 fahren ab Schweich/Bahnhof als Linie 22 weiter und umgekehrt. Daneben wird Schweich von weiteren Linien im Schülerverkehr angefahren. Saisonal verkehrt von April bis Oktober die Radbus-Linie 333 von Trier bis nach Bernkastel-Kues entlang der Mosel. Hierbei führen die Busse einen Anhänger für bis zu 20 Fahrräder mit.
Schweich liegt am Mosel-Radweg und am Radweg Wittlicher Senke und verfügt, gemeinsam mit den benachbarten Gemeinden der Römischen Weinstraße, über zahlreiche markierte Rundwanderwege. Der Qualitätsfernwanderweg Moselsteig, die beiden Hauptwanderwege des Eifelvereins Ville-Eifel-Weg und Moselhöhenweg sowie die Pilgerwege Eifel-Camino und Mosel-Camino führen durch die Stadt bzw. an ihr vorbei.

### Öffentliche Einrichtungen
- Frida-Kahlo-Schulzentrum mit Grundschule und Förderschule
- Bürgerzentrum Schweich
- Grundschule am Bodenländchen
- Stefan-Andres-Schulzentrum mit dem Stefan-Andres-Gymnasium und der Stefan-Andres-Realschule plus mit Fachoberschule
- Dietrich-Bonhoeffer-Gymnasium
- Förderschule Levana Schweich
- Förderschule Meulenwald
- Kindergarten St. Martin Schweich
- Kindergarten Angela Merici Schweich-Issel
- Kindergarten Kinderland Schweich
- Verbandsgemeindeverwaltung Schweich an der Römischen Weinstraße
- Volkshochschule Schweich
- Katholische Erwachsenenbildung Schweich
- Feuerwehr-Einsatz-Zentrale Schweich
- Freiwillige Feuerwehr Schweich
- Freiwillige Feuerwehr Schweich-Issel
- Erlebnisbad Schweich

### Ansässige Unternehmen
Ansässig sind zahlreiche kleine und mittlere Unternehmen und einige Weingüter sowie die Filiale Schweich der Sparkasse Trier und die Regionaldirektion Schweich der Volksbank Trier Eifel. Die Jozi-Reisen GmbH ist ein Busunternehmen aus Schweich.

### Medien
Der Schweicher Bote war eine Zeitung der Schweicher Druckerei Sachsenweger und wurde von 1885 bis 1934 herausgegeben. Von 1924 bis 1933 erschien in loser Folge auch die Beilage Mein Heimatland.
Lokale Medien sind heute der Trierische Volksfreund, der Wochenspiegel und das Amtsblatt der Verbandsgemeinde Schweich an der Römischen Weinstraße.

## Persönlichkeiten
- Franz Richard Maria Joseph Gattermann (1753–1830), Richter und Beamter
- Nach Ludwig Uhland (1787–1862) ist in Schweich eine Straße benannt. Im Sommer 1840 fuhren Uhland und seine Frau an den Rhein und an die Mosel.[31]
- Heinrich Oberhoffer (1824–1885), Komponist, Musikwissenschaftler, Instrumentalpädagoge, Kathedralorganist in Luxemburg, wirkte als Lehrer in Schweich
- Markus Konder[32] (* 5. März 1854 in Schweich; † 30. Mai 1898 in Hamburg) war Lehrer und Kaufmann in Itajahy, Brasilien, und Namensgeber der Markus-Konder-Straße in Schweich. Er war Vater von neun Kindern, darunter
  - Marcos Konder (1882–1962): von 1915 bis 1930 Bürgermeister von Itajahy
  - Adolph Konder (1884–1956): von 1926 bis 1930 Präsident des brasilianischen Bundesstaates Santa Catarina
  - Victor Konder (1887–1941): von 1926 bis 1930 Verkehrsminister von Brasilien und Namensgeber des Internationalen Flughafens Minister Victor Konder
- Christoph März (1867–1931), römisch-katholischer Pfarrer und Kirchenmaler
- Johannes Haw (1871–1949), Pater und Ordensgründer
- Henny Porten (1890–1960), Filmstar der Stummfilmära
- Markus Konder (1891–1969), Heimatdichter und Schulrat in Recklinghausen, Werke u. a.: Et Schärlchen an d’r Mihl, Hämweh, De Schwächa Spraoch, Wat mir Schwächer alles hun. (DNB 1042785546)
- Wilhelm Ziegelmayer (1898–1951), Regierungsrat im Reichskriegsministerium
- Stefan Andres (1906–1970), Schriftsteller, siehe auch Stefan-Andres-Gesellschaft, Stefan-Andres-Preis
- Bernd Münchgesang (* 1944), ehemaliges Mitglied des DFB-Präsidiums, Ehrenmitglied des Fußballverbands Rheinland und Ehrenpräsident des TuS Mosella Schweich, Träger der Sportplakette des Landes Rheinland-Pfalz[33]
- Franz Josef Gebert (* 1949), römisch-katholischer Geistlicher, Weihbischof in Trier
- Ingeborg Sahler-Fesel (* 1956), Politikerin (SPD)
- Gabriele Pauli (* 1957), geboren in Schweich, Politikerin, Schirmherrin des Festes der Römischen Weinstraße 2007
- Katarina Barley (* 1968), Politikerin (SPD), Abgeordnete des neunten Europäischen Parlaments und dessen Vizepräsidentin
- Lars Rieger (* 1978), Politiker (CDU), Landtagsabgeordneter für den Wahlkreis Trier/Schweich